# Svart silkesflugsnappare
Svart silkesflugsnappare (Phainopepla nitens) är en amerikansk fågel i familjen silkesflugsnappare inom ordningen tättingar.

## Kännetecken

### Utseende
Svart silkesflugsnappare är en slank, tofsförsedd, långstjärtad och rundvingad fågel med en kroppslängd på 18-21 centimeter. Hanen är helsvart utom en bred vit vingfläck som endast syns i flykten. Honan är jämngrå med ljusa kanter på vingpennorna. Båda könen har röda ögon.

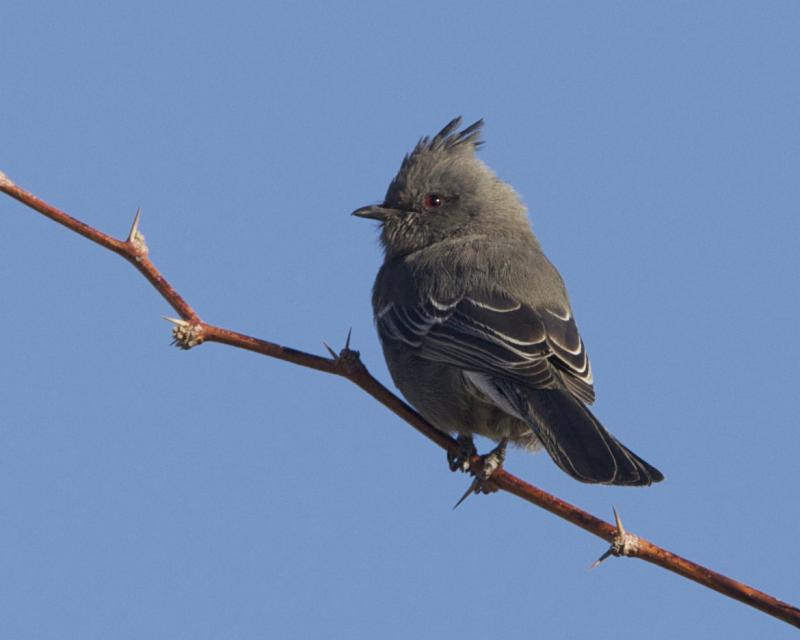
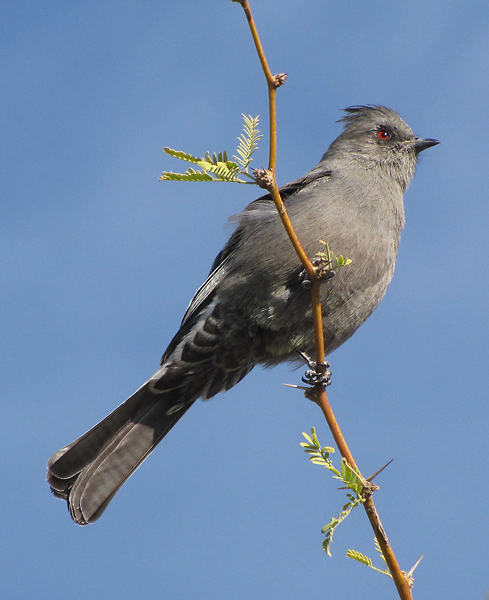

### Läten
Sången består av en oregelbunden serie med korta fraser, ömsom fylliga, ömsom hårdare. Lätet är en låg, frågande vissling: "hoi".

## Utbredning och systematik
Svart silkesflugsnappare placeras som enda art i släktet Phainopepla. Den delas in i två underarter:
- Phainopepla nitens lepida – förekommer i torra sydvästra USA, Baja och nordvästra Mexiko (Sonora och Chihuahua)
- Phainopepla nitens nitens – förekommer från södra Texas till södra mexikanska platån

## Status och hot
Arten har ett stort utbredningsområde och en stor population med stabil utveckling och tros inte vara utsatt för något substantiellt hot. Utifrån dessa kriterier kategoriserar internationella naturvårdsunionen IUCN arten som livskraftig (LC).